# Jesús Fermosel
Jesús Fermosel Díaz, né le 19 septembre 1948, est un homme politique espagnol membre du Parti populaire (PP).

## Biographie

### Vie privée
Il est marié et père d'une fille et un fils.

### Carrière politique
Il est député à l'Assemblée de Madrid entre 1999 et 2019.
Le 9 juillet 2015, il est désigné sénateur par l'Assemblée de Madrid en représentation de la Communauté de Madrid.